# Tepexpan
Tepexpan, é uma cidade do estado de Estado de México, no município de Acolman, no México.